# 一硫化钪
一硫化钪是钪的硫化物之一，化学式为ScS。它是一种拟离子化合物（pseudo-ionic compound），包含[Sc3+][S2−]以及固体导带上占据的一个电子。

## 结构
一硫化钪具有氯化钠晶体结构。

## 制备
一硫化钪可由金属钪和硫粉在1150 °C的惰性气氛中加热70小时得到。
Sc + S → ScS